# Cal Nasi (Sant Bartomeu del Grau)
Cal Nasi és un edifici de Sant Bartomeu del Grau (Osona) inclòs a l'Inventari del Patrimoni Arquitectònic de Catalunya.

## Descripció
Es tracta d'un edifici de dues plantes, de base rectangular construïda amb murs de pedra irregular volgudament arrenglerada i poc morter. Les finestres i la porta presenten llinda d'una sola peça. L'edifici actual és fruit de dues construccions diferents clarament diferenciades des de l'exterior de la casa. La part més antiga és la de la façana principal, a la que posteriorment s'hi va adossar un cos d'allargament a la part del darrere.

## Història
Pertany a la parròquia de Sant Cugat o Sant Jaume d'Alboquers, ara sufragània de Sant Bartomeu del Grau.